# Бруклин (Висконсин)
Бруклин (енгл. Brooklyn) град је у америчкој савезној држави Висконсин.

## Демографија
По попису из 2010. године број становника је 1.401, што је 485 (52,9%) становника више него 2000. године.
| Група             | 2000.       | 2010.         |
| Белци             | 891 (97,3%) | 1.268 (90,5%) |
| Афроамериканци    | 2 (0,2%)    | 28 (2,0%)     |
| Азијати           | 4 (0,4%)    | 8 (0,6%)      |
| Хиспаноамериканци | 13 (1,4%)   | 82 (5,9%)     |
| Укупно            | 916         | 1.401         |